# Profeția II
Profeția II (titlu original: The Prophecy II) este un film de groază thriller din 1998 regizat de Greg Spence. Rolurile principale au fost interpretate de actorii Christopher Walken și Russell Wong. Este al doilea film din Seria Profeția.

## Distribuție
- Christopher Walken - Gabriel
- Russell Wong - Danyael
- Jennifer Beals - Valerie Rosales
- Brittany Murphy - Isabelle "Izzy"
- Nicki Micheaux - Detective Kriebel
- Eric Roberts - Michael
- Glenn Danzig - Samayel
- Steve Hytner - Joseph
- Bruce Abbott - Thomas Daggett
- William Prael - Rafayel
- Renee Victor - Lida Rosales
- Elizabeth Dennehy - Dr. Kathy Kimball
- Danny Strong - Julian
- J. G. Hertzler - Father William
- Michael Raimi - Danyael, Jr.

## Producție
Filmările au avut loc în perioada ____. Cheltuielile de producție s-au ridicat la ___ $.